# 出版者周刊
《出版者周刊》（英語：Publishers Weekly）是一份出版业新闻周刊杂志，在美国出版发行，一年共出版50期，主要服务对象为出版业工作者、圖書館員、书籍销售商以及文稿代理商。现其主要發表書評。